# Единый сельскохозяйственный налог
Единый сельскохозяйственный налог (сокр. ЕСХН) — специальный налоговый режим (СНР) в России. Применяется большинством производителей сельхозтоваров. Правоприменение регулируется главой 26.1 Налогового кодекса Российской Федерации (НК РФ).
По своей сути является стимулирующей льготой с минимальной фискальной функцией.
Переход на уплату ЕСХН для налогоплательщиков является добровольным.

## История
Корни ЕСХН берут своё начало в период Новой экономической политики 1920-х годов от введённого тогда продналога. Сам термин «единый сельскохозяйственный налог» был впервые введён Декретом ВЦИК от 10 мая 1923 года «О едином сельскохозяйственном налоге в
районах скотоводческих хозяйств».
В законодательстве Российской Федерации ЕСХН появился лишь в 2002 году с вводом в действие главы 26.1 НК РФ. До этого действовали различные отдельные льготы для сельскохозяйственных товаропроизводителей (в частности, они были освобождены от уплаты налога на прибыль, налога на имущество, платежей в дорожные фонды). Также существовали специальные региональные налоги, например, единый продовольственный налог в Белгородской области, который действовал до введения Налогового кодекса России. Первоначальная редакция главы 26.1 НК РФ имела ряд недостатков и СНР не получил широкого распространения. Федеральный закон № 147-ФЗ от 11.11.2003 года кардинально изменил условия ЕСХН.
В 2015—2016 годах доля налоговых поступлений от ЕСХН по организациям с основными видами деятельности «сельское хозяйство», «охота» и «лесное хозяйство» в Консолидированный бюджет Российской Федерации составляла 90 % от общей суммы налоговых поступлений по СНР.
Одним из главных условий ЕСХН являлось освобождение налогоплательщиков от уплаты налога на добавленную стоимость (НДС). Данная льгота помогала небольшим индивидуальным предпринимателям и крестьянским (фермерским) хозяйствам и осложняла средним и крупным агрохолдингам так как ни они ни их контрагенты не могли принять НДС к вычету. Ситуация продолжалась до 2019 года, когда вступили в силу поправки к ЕСХН. Теперь плательщики ЕСХН также платят и НДС, если прямо не задекларируют освобождение от его уплаты. Правом не уплачивать НДС могут воспользоваться сельхозтоваропроизводители с годовым доходом менее 100 млн рублей (за 2018 год). Далее планка будет ежегодно снижаться на 10 млн пока к 2023 не достигнет 60 млн рублей дохода (за 2022 год).
Новые условия были призваны решить проблему ухудшения конкурентоспособности агропредпринимателей-плательщиков ЕСХН и их встраивание «в цепочку плательщиков НДС в целях обеспечения их беспрепятственного участия в хозяйственных отношениях с плательщиками данного налога». Однако, уже в декабре 2019 года на встрече президента России Владимира Путина с представителями аграрной общественности прозвучало предложение вернуться к прежней системе уплаты — без НДС.